# أليكس ستيفرينس
أليكس ستيفرينس (بالإنجليزية: Alex Stivrins)‏ مواليد 29 نوفمبر 1962 في لنكن، هو لاعب كرة سلة أمريكي معتزل. بدأ مسيرته الاحترافية في سنة 1985. تم اختياره من قبل فريق سياتل سوبرسونيكس خلال الدرافت. يبلغ طوله 6 قدم 8 بوصة (2.0 م). اعتزل اللعب في 1997.

## المسيرة الاحترافية
لعب مع سياتل سوبرسونيكس في موسم 1985–86 ، ثم لعب مع كانارياس لكرة السلة في الدوري الإسباني في موسم 1989–1990، ثم لعب مع نادي فيرارا لكرة السلة في الدوري الإيطالي في موسم 1991–1992، ثم لعب مع فينيكس صنز في موسم 1992–93 .

## روابط خارجية
- أليكس ستيفرينس على موقع إن بي أي (الإنجليزية)
- أليكس ستيفرينس على موقع سبورتس رفرنس (الإنجليزية)
- أليكس ستيفرينس على موقع الدوري الإسباني لكرة السلة (الإسبانية)
- أليكس ستيفرينس على موقع كرة السلة الأوروبية.كوم (الإنجليزية)
- أليكس ستيفرينس على موقع كلية كرة السلة في سبورتس رفرنس.كوم (الإنجليزية)
- أليكس ستيفرينس على موقع ريلجم (الإنجليزية)
- أليكس ستيفرينس على موقع بروبوليرز (الإنجليزية)
- أليكس ستيفرينس على موقع سبورتس رفرنس (الإنجليزية)